# Paul Walker
Paul William Walker IV (Glendale, California, 12 de septiembre de 1973-Santa Clarita, California, 30 de noviembre de 2013) fue un actor, modelo, piloto de carreras y biólogo marino estadounidense, conocido por su papel de Brian O'Conner en la película de acción The Fast and the Furious, repitiéndolo en cinco ocasiones de las siguientes películas de la franquicia. También actuó en otras películas como Bajo cero (2006), Timeline (2003), Inmersión letal (2005), Nunca juegues con extraños (2001) y La prueba del crimen (2006).
Tras licenciarse en Biología Marina en la Universidad de California, estudios que combinaba con su carrera como modelo profesional, Walker comenzó su carrera como actor invitado en varios programas de televisión como The Young and the Restless y Touched by an Angel. También obtuvo fama a través de películas para adolescentes tales como Alguien como tú y Juego de campeones.
Fuera de la actuación, fue el rostro de la marca de perfumes The Coty Prestige, la fragancia Davidoff Cool Water  para hombres, y protagonizó la serie de National Geographic Channel, Expedition Great White. También fundó la organización benéfica "Reach Out Worldwide" (ROWW), una organización que provee los esfuerzos de ayuda para zonas afectadas por desastres naturales, por lo que a menudo era elogiado por su trabajo de caridad fuera de la pantalla, tanto como el de intérprete.
Paul Walker falleció el 30 de noviembre de 2013 en California, tras colisionar su vehículo y que este se incendiara, por causa de exceso de velocidad. Tras su muerte, tres películas en las que participó se estrenaron: Hours (2013), Brick Mansions (2014) y Furious 7 (2015). La canción «See You Again» de Wiz Khalifa nominada a los Premios Globo de Oro a la mejor canción original, parte de la banda sonora de Furious 7, es un homenaje a Walker.

## Biografía

### Infancia
Walker nació en Glendale, California, pero se crio en el Valle de San Fernando en Los Ángeles. Era hijo de Cheryl Crabtree, una modelo de pasarela, y Paul William Walker III, un contratista de alcantarillados y boxeador profesional que fue dos veces campeón de los Guantes de Oro. El abuelo paterno de Paul realizó también una carrera en el boxeo como “'Irish' Billie Walker”, sobreviviente de Pearl Harbor y piloto de pruebas de automóviles de fábrica para Ford en la década de 1960. Su ascendencia era en su mayoría inglesa, con un poco de alemán, suizo e irlandés.
Paul era el segundo de cinco hermanos (dos hombres, Caleb y Cody, y dos mujeres, Ashlie y Amie), creció principalmente en la comunidad de Sunland-Tajunda de Los Ángeles y asistió a la escuela secundaria en el Valle de San Fernando, donde se graduó en el Village Christian School en 1991. Fue criado en un ambiente muy conservador, puesto que su padre era mormón e hizo que toda su familia se uniera a La Iglesia de Jesucristo de los Santos de los Últimos Días. Después de la secundaria, Walker asistió a varios colegios de la comunidad en el sur de California, para especializarse en biología marina.
Una de las pasiones tempranas y no tan conocidas de Paul Walker fue esta de la biología marina, pasión que el actor mantuvo a lo largo de toda su carrera profesional. Walker se licenció en Biología Marina en una universidad comunitaria de California y era además un gran admirador del explorador e investigador marino Jacques Cousteau.

### Vida personal
Walker vivía entre Huntington Beach y Santa Bárbara, en California, donde salía a menudo a navegar, vivía con sus perros y con su hija Meadow Rain Walker, producto de su breve relación con Rebecca McBrain. Su hija vivió con su madre Rebecca en Hawái sus primeros trece años, momento en que se mudó a California para vivir con su padre Paul en 2011, al obtener la custodia completa. Walker estaba muy centrado en su faceta paterna, en una entrevista declaró que se había enfadado con unos productores ante una oferta de trabajo para el verano, ya que durante esa época del año la prioridad era su hija y ellos deberían saberlo. Tras la muerte de Paul, Vin Diesel se convirtió en el tutor de Meadow.
Paul tenía entre sus aficiones el surfeo y la práctica de artes marciales como el jiu-jitsu brasileño y el muay thai kickboxing. Por ello fue galardonado póstumamente con el cinturón negro por Miller. Entre sus coches, contaba con un Nissan Skyline R34, que utilizó en las películas de Fast & Furious y un Porsche Carrera GT de 2005, con el que tendría el accidente final, del cual solo se fabricaron poco más de 1200 unidades.
Walker mantuvo su interés en la biología marina; se incorporó al Consejo de Administración de The Billfish Foundation en 2006. Cumplió un sueño de toda la vida al protagonizar en 2010 una serie de National Geographic Channel titulada Expedition Great White (más tarde retitulada como Shark Men).
En marzo de 2010, Walker viajó a Constitución, Chile, para ofrecer su ayuda y apoyo a las personas heridas en el terremoto de magnitud 8,8 que sacudió el 27 de febrero la región. También viajó con su equipo de ayuda humanitaria, Reach Out Worldwide, a Haití, para ayudar a las víctimas del terremoto de Haití.
Paul Walker fue considerado en diversas ocasiones como uno de los hombres más atractivos del mundo.
Como un gran entusiasta de los coches, compitió en la serie de carreras Redline Time Attack corriendo con un BMW M3 E92, en el equipo AE Performance Team. Su coche fue patrocinado por Etnies, Frenos Brembo, Ohlins, Volk, OS Giken, Hankook, Gintani, y Reach Out Worldwide. Walker se estaba preparando para el salón del automóvil de California antes de su muerte. Roger Rodas se convirtió en asesor financiero de Walker en 2007 y ayudó a establecer Reach Out Worldwide. Rodas, un piloto que trabajó como asesor financiero de Walker, era el hombre que conducía el coche propiedad de Walker en el accidente. Walker mantenía una estrecha amistad con su coprotagonista Tyrese Gibson.  Vin Diesel consideraba a Walker como un hermano, tanto dentro como fuera de la pantalla, y cariñosamente lo llamaba "Pablo". La madre de Walker se refirió a Vin Diesel como que era la "otra mitad" de su hijo. A mediados de marzo de 2015 nació la tercera hija de Diesel, a la que nombró "Pauline", en honor a su amigo Paul Walker.

### Fallecimiento
If one day the speed kills me, don't cry because I was smiling.
Si algún día la velocidad me mata, no llores porque estaba sonriendo.
Paul Walker.

A las 15:30 horas del 30 de noviembre de 2013 en el barrio de Valencia de la ciudad de Santa Clarita, California, Paul Walker sufrió un trágico accidente que le costó la vida, tras colisionar su Porsche Carrera GT rojo contra un poste eléctrico y un árbol, al salirse en una curva, haciendo que su vehículo, conducido en ese momento por su amigo y socio Roger Rodas, con él de copiloto, se viera consumido por las llamas en poco tiempo.

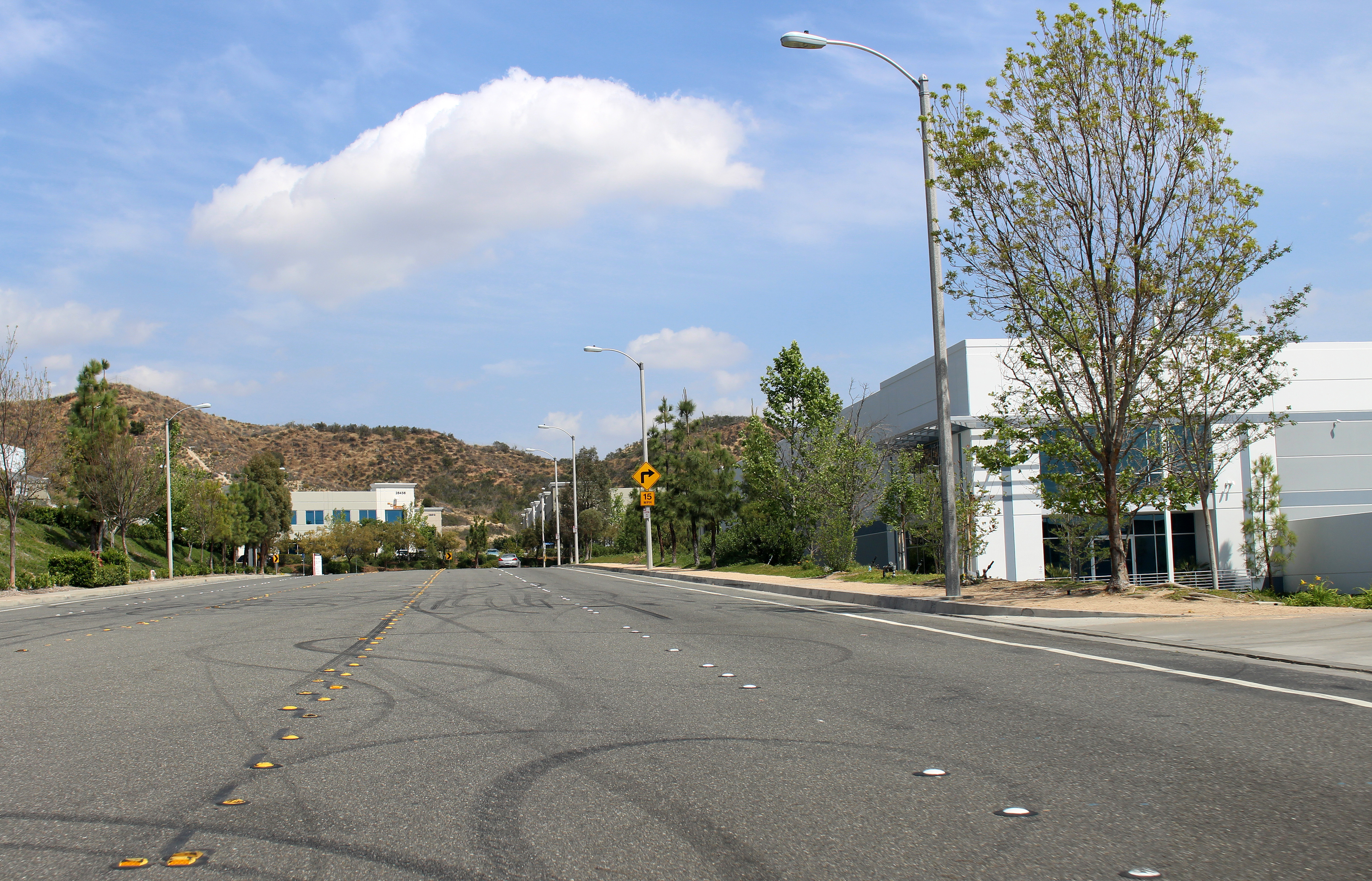
Lugar de la muerte de Walker, en la calle Hércules del barrio Valencia de Santa Clarita.

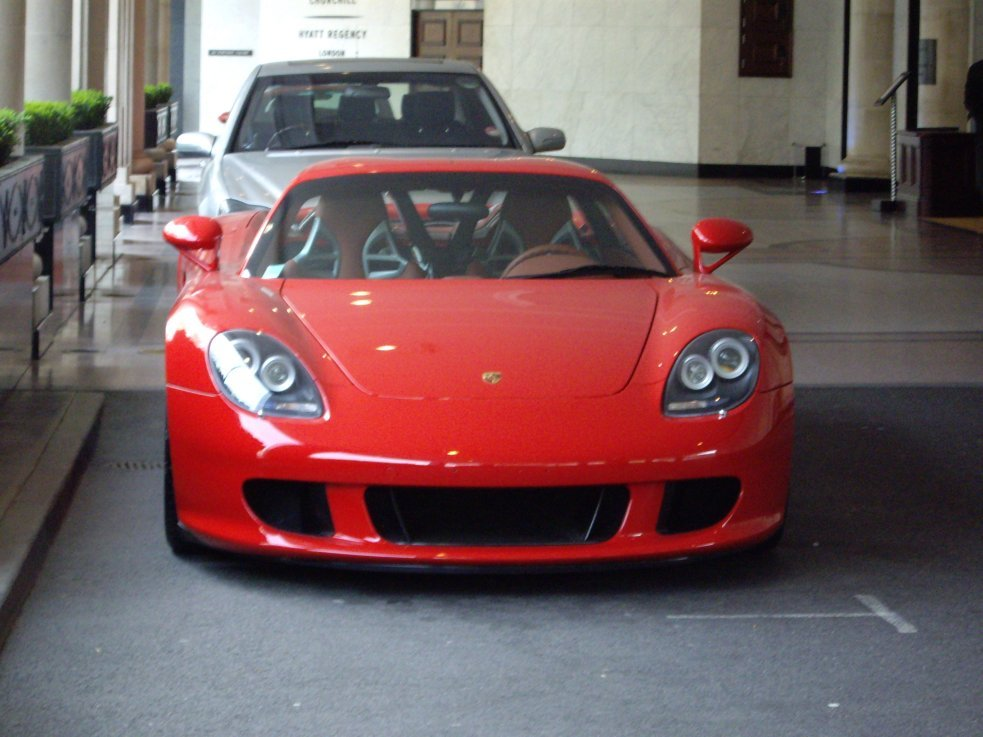
Un ejemplar del Porsche Carrera GT rojo, mismo modelo y color que el coche en el que Walker sufrió el accidente en que perdió la vida.

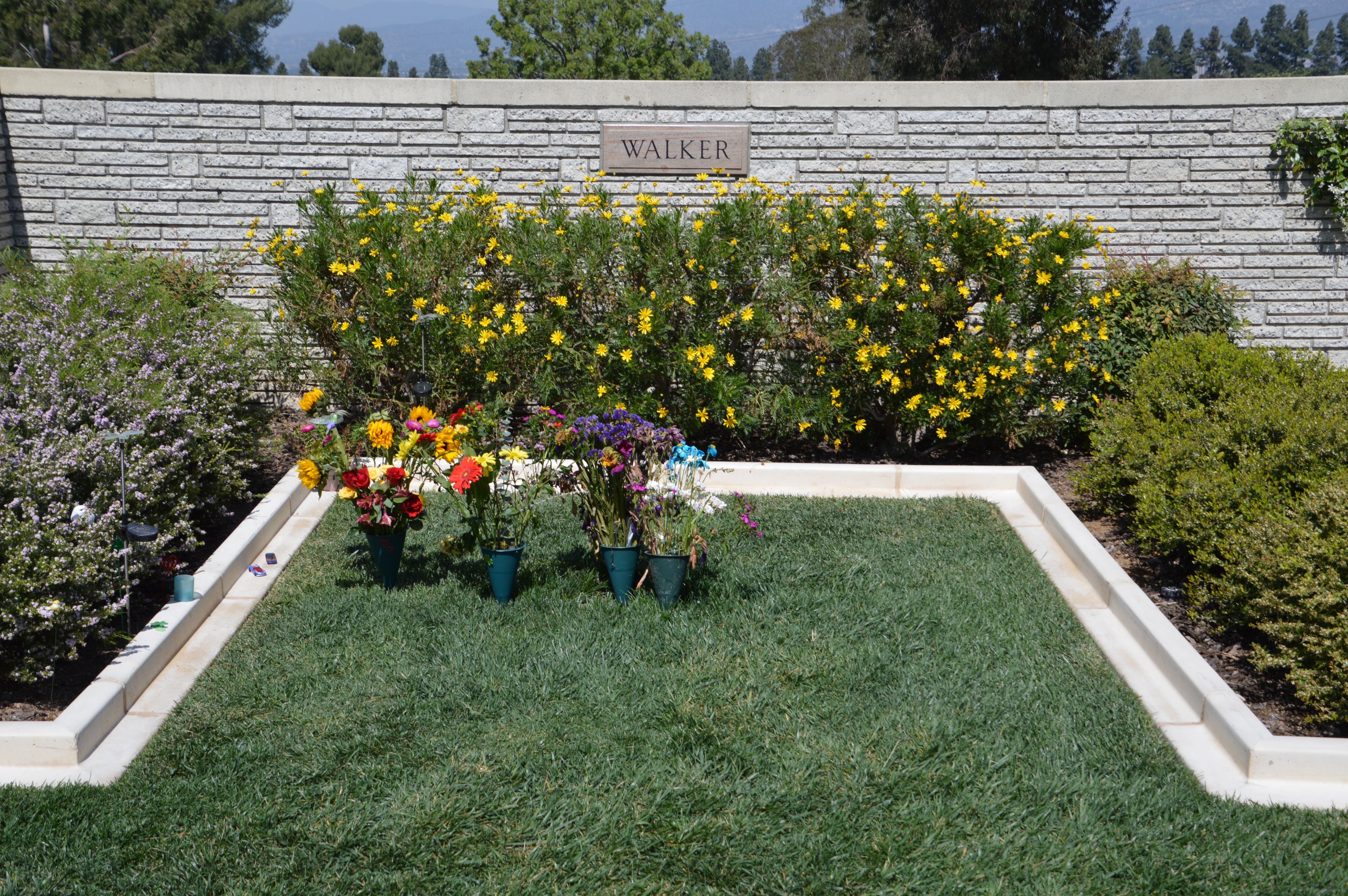
Tumba de Paul Walker en el Forest Lawn Hollywood Hills.

Walker y Rodas acababan de abandonar un evento de caridad de Reach Out Worldwide a favor de las víctimas del tifón Haiyan El coche se estrelló contra un poste de la luz y dos árboles en la curva de la calle Hércules, en Valencia, Santa Clarita, California, a una velocidad de unas 45 millas por hora (72 km/h); tras el impacto el vehículo estalló en llamas. El accidente fue filmado por una cámara de seguridad de la calle. Las autoridades determinaron que Rodas conducía el coche, mientras que Walker era el pasajero. El Departamento del Sheriff del Condado de Los Ángeles declaró que ambas víctimas fallecieron en el acto. Rodas murió de múltiples heridas traumáticas, mientras que Walker murió a causa de los efectos combinados de heridas de traumatismo físico y térmico, según la oficina del condado del forense de Los Ángeles. Ambos cuerpos acabaron calcinados quedando irreconocibles. La curva donde murieron Walker y Rodas es un lugar de accidentes frecuentes.
El informe del médico forense declaró que el Porsche Carrera GT se desplazaba a una velocidad posiblemente de 100 millas por hora (160 km/h) antes del choque. El informe del médico forense declaró además que había indicios de alcohol u otras drogas. Por otra parte, afirma que no hubo indicios de problemas técnicos con el coche y tampoco la calle presentaba desperfectos ni obstáculos que pudieran provocar el accidente. La policía investigó indicios de drag racing o competición de velocidad, pero no pudieron encontrar pruebas de la participación de un segundo coche. Piezas del coche fueron robadas por los operarios de la grúa Jameson Brooks Witty y Anthony Janow, que posteriormente fueron detenidos.
La autopsia de Paul Walker mostró "escaso hollín" en su tráquea, lo que lleva a los investigadores a creer que murió antes de que el coche se viera envuelto en llamas, es decir que el impacto le causó traumatismo craneoencefálico, traumatismo cervical y traumatismo torácico.
En marzo de 2014, una investigación reveló que la velocidad excesiva del coche fue la razón principal del accidente. El coche llevaba una velocidad entre 80 millas por hora (130 km/h) y 93 millas por hora (150 km/h), y portaba neumáticos de nueve años. Con Furious 7 en medio de su filmación en el momento de la muerte de Walker, Universal anunció una pausa indefinida en la producción, citando un deseo de hablar con su familia antes de determinar qué hacer con la película.
Numerosos amigos y estrellas de cine publicaron homenajes a Walker en los medios sociales. Su cuerpo fue incinerado y sus cenizas enterradas en una ceremonia privada en el Forest Lawn Memorial Park, de Hollywood Hills.
En septiembre de 2015, la hija de Walker presentó una demanda contra Porsche por la muerte injusta de su padre, alegando que el coche deportivo de su padre tenía numerosos defectos de diseño. Es decir, que el Porsche Carrera GT había tenido un historial de inestabilidad y que la mala colocación del cinturón de seguridad dentro del vehículo pudo causar daños en el impacto. El 29 de septiembre de 2015, se informó de que según el portavoz de Porsche Cars North America, Calvin Kim, el fabricante aún no ha visto la demanda y no quiso hacer comentarios sobre el mismo. Afirmó: «Como hemos dicho antes, nos entristece cada vez que alguien es herido en un vehículo Porsche, pero creemos que los informes de las autoridades en este caso establecen claramente que este trágico accidente se debió a conducción temeraria y exceso de velocidad». A partir de noviembre de 2015, la respuesta de Porsche a la demanda de homicidio, fue negar todas las acusaciones, y, de hecho, culpan a Walker; «Los peligros y riesgos son para todos y era obvio que eran conocidos por él, y él optó por comportarse de una manera a fin de exponerse a tales peligros y riesgos, asumiendo así todos los riesgos que implica el uso del vehículo».  En cualquier caso, los abogados de Meadow Walker, la hija de Paul, afirman que la compañía de automóviles tiene la culpa.

## Trayectoria cinematográfica

### General
Ya desde niño, había participado en algunos anuncios publicitarios en la pequeña pantalla, como protagonizar un anuncio televisivo para Pampers, y también había figurado en episodios de series como Highway to Heaven (1985), Throb (1986) donde interpretó a un niño de 12 años llamado Jeremy Beatty, I'm Telling! (1988), Who's the Boss? (1991), The Young and the Restless (1993), The Boys Are Back (1994), o Touched By an Angel (1996), entre otras. Desde muy joven, comenzó a trabajar como modelo publicitario, lo que le servía para pagar sus gastos en la Universidad y a su vez para acercarlo más a su sueño de ser actor. Hacia finales de los años 1980, inició su carrera frente a las cámaras, trabajando en películas de Cine B, como en la cinta de horror y comedia Monster in the Closet (1986), Programmed to Kill (1987), Meet the Deedles (1989), Tammy and the T-Rex (1994).

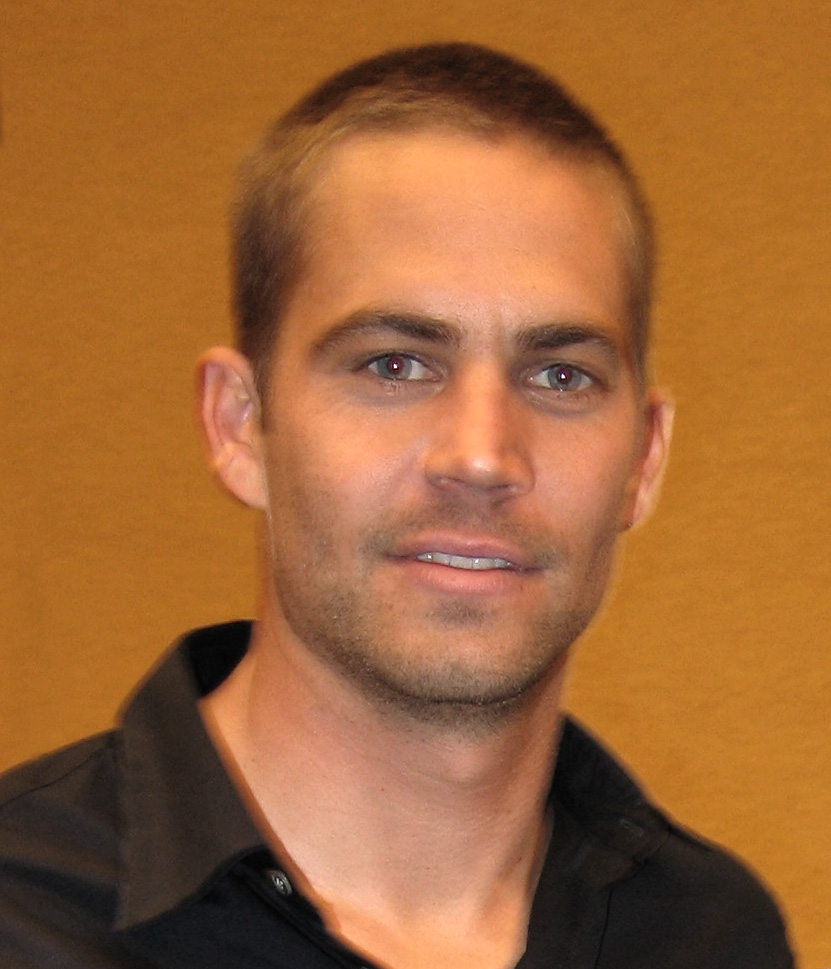
Paul Walker en 2006.

Su primera experiencia en el cine de Hollywood fue en 1998, con el filme Pleasantville. En la misma, interpretó a un jugador de baloncesto, Skip Martin, compartiendo los créditos con Tobey Maguire, Reese Witherspoon y Jeff Daniels. Protagonizó Varsity Blues, compartiendo la escena con el actor Jon Voight, donde en estos sets de filmación conoció a su gran amigo Scott Caan.
También en 1999 se convirtió en una de las estrellas de la comedia romántica She’s All That (Alguien como tú), acompañado de Freddie Prinze, Jr., Rachael Leigh Cook y Anna Paquin. Inmediatamente después, fue llamado para ser el galán en Brokedown Palace (1999), donde también actuaron Claire Danes, Kate Beckinsale y Bill Pullman, filme que tuvo una muy buena recepción ante el público, aunque no llegó a ser un éxito.
Ya en el nuevo milenio, se convirtió en el protagonista de The Skulls (2000) junto a Joshua Jackson, en la que ambos se convierten en muy buenos amigos al ser iniciados en una sociedad secreta y muy oscura que William Petersen intenta desbaratar.
En el 2001 se convirtió en Lewis Thomas, el hermano de Fuller Thomas, protagonizado por Steve Zahn, un tipo problemático pero amable en el filme Joy Ride (Nunca juegues con extraños), en la que los dos hermanos y la amiga de uno de ellos son perseguidos por un asesino psicópata en las rutas de los Estados Unidos. Protagonizó Timeline (2003), Noel (2004), compartiendo los créditos con Robin Williams, Susan Sarandon y Penélope Cruz, involucrados de una misteriosa forma en la víspera de Navidad y Into the Blue (Inmersión letal) (2005) junto a Jessica Alba, donde interpreta a Jared Cole, un buceador nato que después de encontrar un avión hundido cargado de cocaína, debe luchar por salvarse de traficantes y tiburones. Obtuvo un papel secundario en la exitosa película del director Clint Eastwood y del productor Steven Spielberg Flags of Our Fathers (Banderas de nuestros padres) (2006), donde interpretó al Sargento Henry "Hank" Hansen; y protagonizó la película Running Scared (La prueba del crimen) (2006).
Uno de los papeles por el que Walker es recordado, es por interpretar a Jerry Shepard en la película inspirada en la vida real titulada Eight Below - Bajo Cero: Rescate en la Antártida (2006), un filme de la productora Walt Disney Pictures sobre una expedición de un grupo de científicos durante una investigación en la Antártida y la misión de rescate de seis perros de raza husky y malamute. El público y la crítica lograron empatizar con la angustia que Walker interpretaba en el film, por acudir a rescatar a sus caninos, una empatía entre diferentes especies animales que no está al alcance de cualquiera.
Protagonizó los largometrajes cinematográficos The Death and Life of Bobby Z (2007), Stories USA (2007), The Lazarus Project (2008), The Diplomat (2010), y la película de crimen y drama de 2010 Takers (Ladrones) junto a los actores Matt Dillon y Hayden Christensen.
Desempeñó la función de narrador y anfitrión en la serie del National Geographic Channel Expedition Great White, que se estrenó en junio de 2010. Pasó 11 días como parte de la tripulación, durante la captura y el etiquetado de siete grandes tiburones blancos en la costa de México. La expedición, dirigida por Chris Fischer, fundador y CEO de Fischer Productions, junto con el capitán Brett McBride y el Dr. Michael Domeier del Instituto de Ciencia de Conservación Marina, se realizó para tomar medidas, reunir muestras de ADN, y colocar marcas satelitales en tiempo real a los tiburones blancos, lo que permitió que el Dr. Domeier pudiera estudiar los patrones migratorios, especialmente los relacionados con el apareamiento y el parto, durante un período de cinco años.
Postuló para el papel de Anakin Skywalker, pero era demasiado mayor para el papel, también postuló para el rol en la película S.W.A.T. (2003) como Jim Street, pero fue seleccionado Colin Farrell. Trabajó en varias ocasiones con Scott Caan. Además fue considerado para el papel de Johnny Storm en Los cuatro fantásticos (2005).
Se encargó de narrar el mediometraje Air Racers 3D (2012), intervino como productor ejecutivo y actor protagonista en la película Vehicle 19: Carrera Infernal (2012) y protagonizó junto con Elijah Wood Pawn Shop Chronicles (2013).
Sus últimas tres películas, fueron estrenadas póstumamente; Hours (2013) estrenada dos semanas después de su fallecimiento, ambientada durante el huracán Katrina que azotó Nueva Orleans; Brick Mansions (2014) en la que Walker interpreta a Damien Collier en una película remake del film francés Distrito 13 de 2004, que fue estrenada cinco meses más tarde de su fallecimiento; y Fast and Furious 7 (2015), última película de Paul Walker.

### SagaThe Fast and the Furious

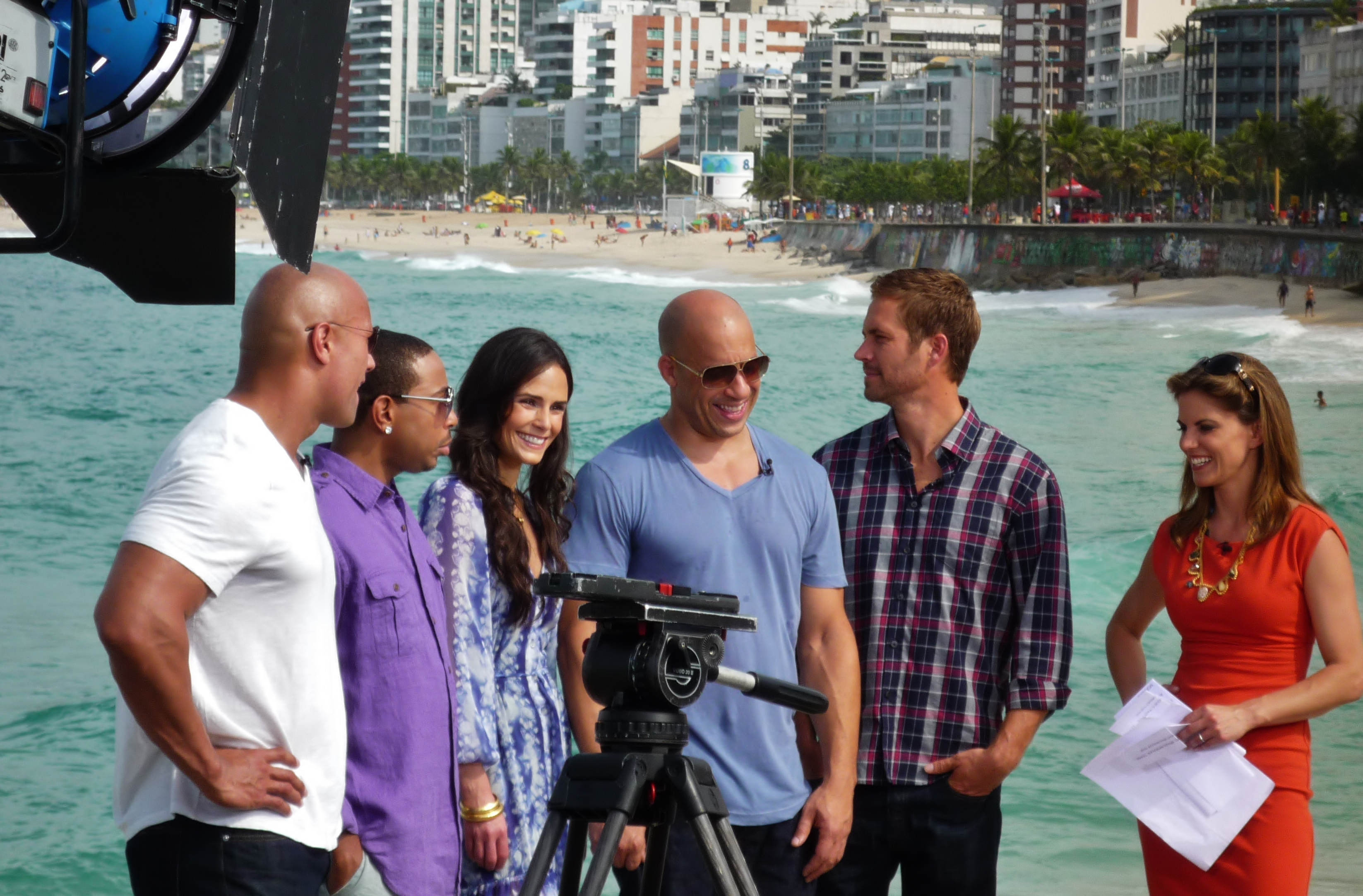
De izquierda a derecha: Dwayne Johnson, Ludacris, Jordana Brewster, Vin Diesel, y Paul Walker con Natalie Morales de la cadena NBC en el programa Today Show. Walker compartía una estrecha amistad con sus compañeros de reparto de Fast & Furious.

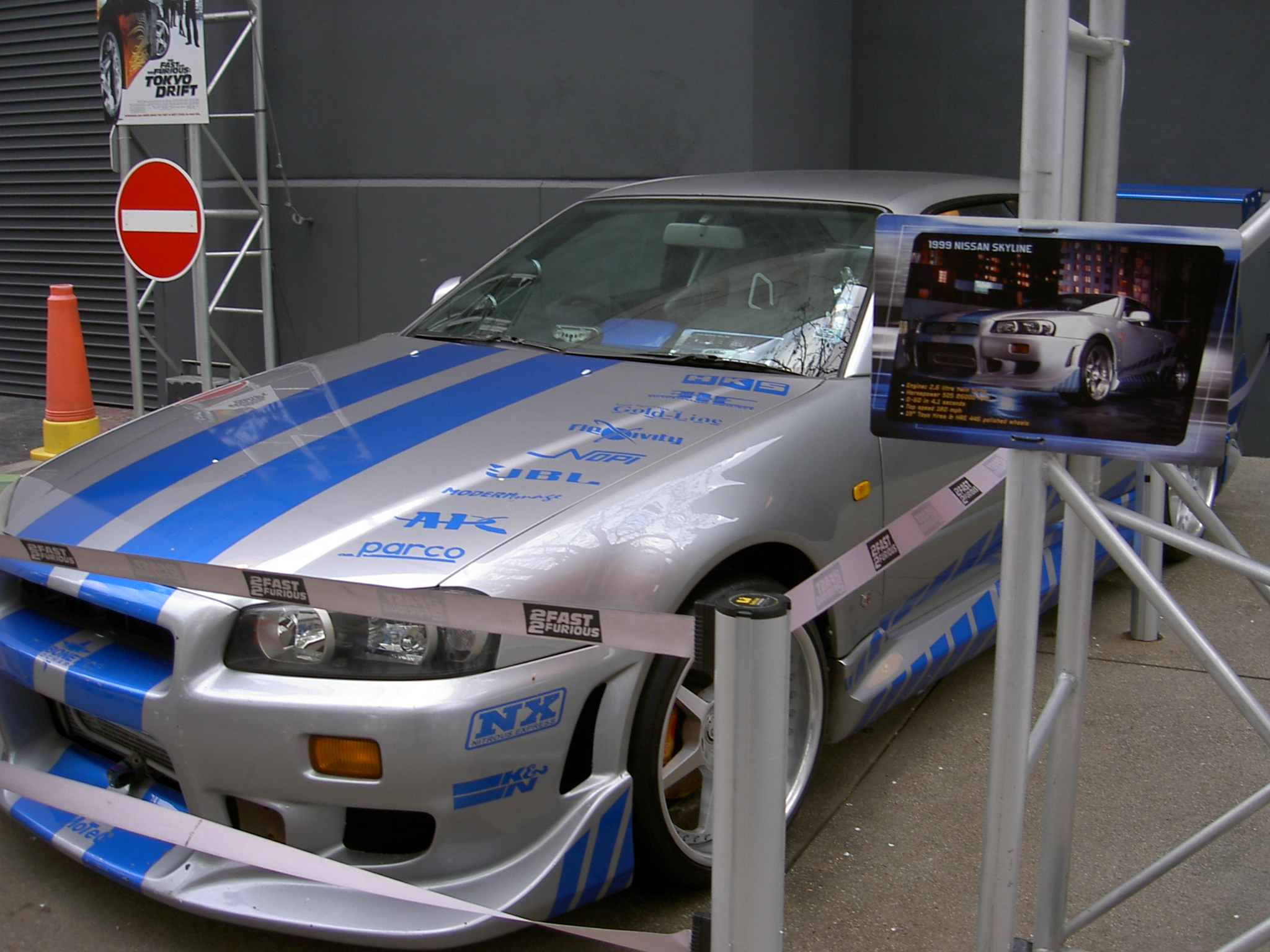
Walker condujo su propio Nissan Skyline GT-R en la película 2 Fast 2 Furious.

El salto al estrellato y su fama mundial le llegó a Paul Walker con el cine de rápidos coches deportivos, tras ser elegido para interpretar el papel de Brian O'Conner en la película The Fast and the Furious (A todo gas) (2001), lo que posteriormente se convertiría en la longeva franquicia fílmica Fast & Furious que no ha dejado de rodar, con una fórmula tópica —mujeres y coches— y dinámica de cine, que quema gasolina y barre todas las taquillas mundiales.
La saga se inicia con The Fast and the Furious (2001), con el joven policía Brian O'Conner que entra en el mundo del tuneado de vehículos para desenmascarar las carreras ilegales de Dominic Toretto (Vin Diesel), pero todo se complica cuando se enamora de su hermana Mia Toretto (Jordana Brewster). 
La saga continúa con 2 Fast 2 Furious (2003), que al dejar escapar a Toretto en la primera película, O'Conner se muda a Miami, que se visualiza a través del cortometraje lanzado previo al estreno de la segunda película titulado Turbo-Charged Prelude (2003), para borrar sus antecedentes a cambio de encarcelar a Carter Verone con la ayuda de Roman Pearce (Tyrese Gibson). En la tercera película The Fast and the Furious: Tokyo Drift (2006) no interviene Paul Walker, pero es crucial para el desarrollo de las próximas películas, pues la trama se desarrolla en Tokio y se incorporan nuevos personajes. La cuarta película Fast & Furious (2009) se desarrolla como la secuela directa de la primera, en la que resurge la amistad de Dominic 'Dom' Toretto y Brian, la relación con Mia y Brian se une al equipo de Dom, dejando atrás su vida como policía e iniciando una vida como fugitivo de la ley. En esta entrega es asesinada Letty (Michelle Rodriguez), la novia de Toretto. En la quinta entrega, Fast Five (2011), Dom, Mia y Brian se esconden de la ley en Brasil, pero son perseguidos por los agentes Luke Hobbs (Dwayne Johnson) y Elena Neves (Elsa Pataky). Para poder seguir huyendo, forman un equipo junto con Roman Pearce (Tyrese Gibson), Tej Parker (Chris Bridges), Gisele Yashar (Gal Gadot), Han Lue (Sung Kang), Leo Tego (Tego Calderón) y Rico Santos (Don Omar), para poder robar al multimillonario villano de Río de Janeiro. En la sexta entrega Fast & Furious 6 (2013), Brian y el resto del equipo están dispersados por el mundo disfrutando del dinero del golpe en Río, pero el agente Luke Hobbs sigue tras su pista, y tras la del villano Owen Shaw (Luke Evans), el supuesto asesino de Letty, que resulta estar con vida y a sus órdenes, por lo que Hobbs pide una tregua a Toreto y a su equipo, para cazar a Shaw, que acaba siendo el causante de la muerte de Gisele. En la séptima entrega Furious 7 (2015), Dom, Brian y todo el equipo disfrutan de su libertad tras ser liberados de los cargos al atrapar y casi matar a Owen Shaw en la entrega anterior. Pero aparece el hermano mayor de Owen, Deckard Shaw (Jason Statham), que busca venganza por su hermano, y quiere eliminar a todo el equipo de Dom, comenzando por asesinar a Han Lue, en Tokio,  —haciendo alegato de la tercera película Tokio Race — por lo que el equipo volverá a unirse, junto con Hobbs, para vencer a Deckard Shaw.

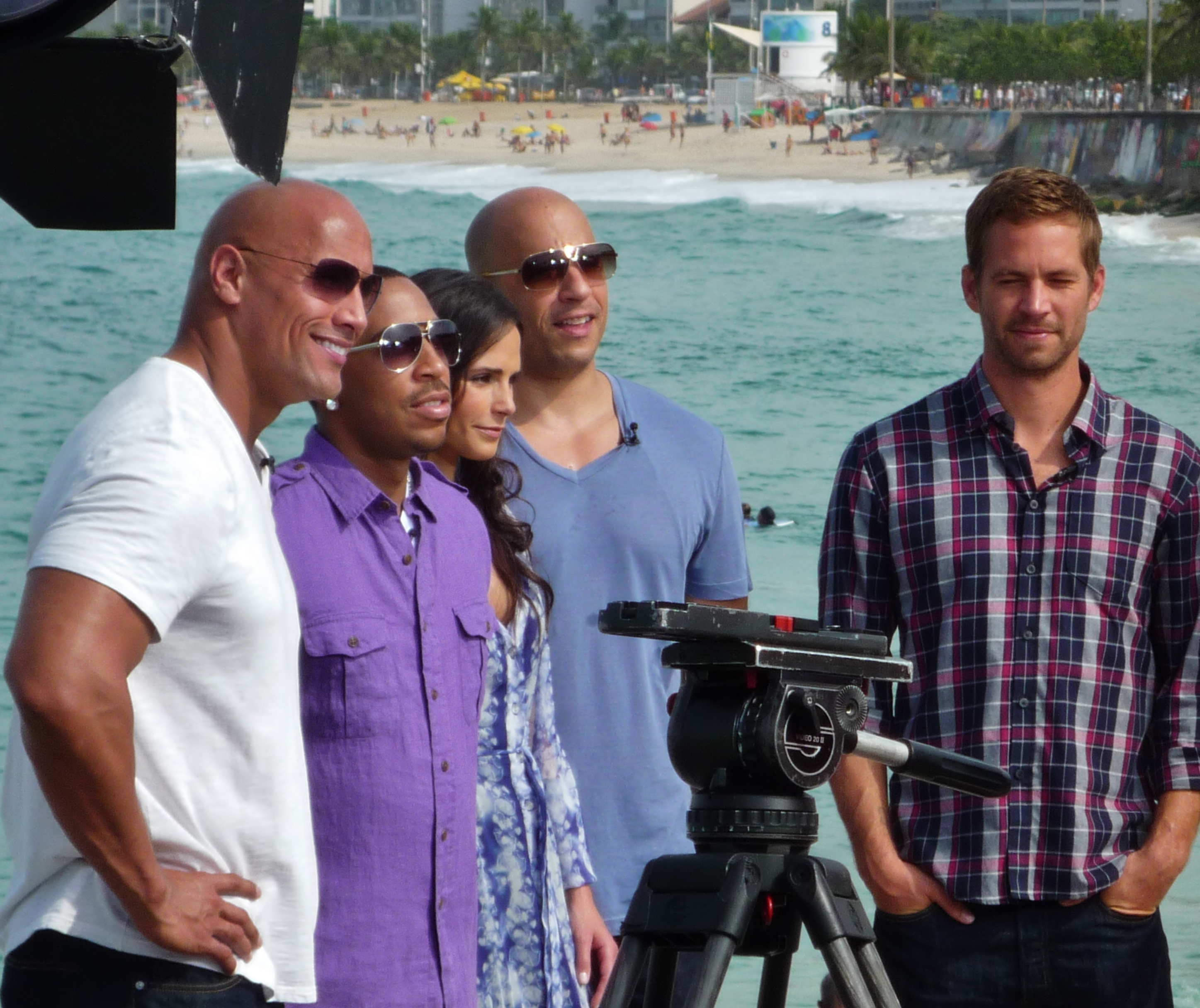
Walker, a la derecha, posando con parte del reparto de Fast Five.

En el final de Furious 7 termina con Paul Walker despidiéndose de Dom Toretto; Dominic está en la playa con "su familia", y se va sin decir adiós en su coche Dodge Charger R/T negro, pero cuando llega un cruce, Brian se detiene junto a él con su Toyota Supra 2JZ BiTurbo blanco (que es en realidad uno de la colección de autos que tenía Paul junto a su amigo Roger Rodas). Se miran y sonríen el uno al otro, como último adiós, mientras se escucha un monólogo de Diesel al compartir buenos momentos con amigos, mientras se emiten escenas de Walker en las seis películas anteriores. De vuelta al presente, ambos conducen uno al lado del otro hasta que llegan a una bifurcación en la carretera, y Dominic gira a la derecha y Brian a la izquierda, siguiendo la escena de Brian conduciendo por las colinas de California en dirección al atardecer. Con una frase final “For Paul”.
Un final emotivo para rendir tributo al protagonista de la saga. Sin embargo, la primera versión de la película mostraba a Walker uniéndose a la “familia” de Dom, lo que implicaría que el personaje de Walker formaría parte de nuevas carreras en futuras entregas, pero el mortal incidente a mitad del rodaje de la película provocó varios cambios en el guion, ya que Walker no aparecería más en saga y la productora Universal debió decidir si continuar la película o no. Sin embargo, optaron por utilizar toda la tecnología disponible para poder sacar adelante la producción y grabar el final de Walker en Fast 7, contando con el doblaje de sus propios hermanos Cody y Caleb Walker, haciéndose pasar por él y la generación de imágenes por computadora, una técnica que en inglés se conoce con las siglas CGI (computer-generated imaginery), por lo que se pudo filmar el final y terminar la película.
La canción «See You Again» de Wiz Khalifa, que forma parte de la banda sonora de Furious 7, es otro homenaje a Walker. El tema fue candidato nominado a los Premios Globo de Oro a la mejor canción original en los 73.os Globos de Oro.
Mientras, hubo que esperar al 12 de abril de 2017, para poder esclarecer la manera en que los guionistas concluyeron el protagonismo de Brian O'Conner en The Fate of the Furious.

## Filmografía

### Cine
| Año                | Título original                               | Título en España                              | Personaje                            | Director                     |
| ------------------ | --------------------------------------------- | --------------------------------------------- | ------------------------------------ | ---------------------------- |
| 1986               | Monster in the Closet (en)                    | El monstruo del armario                       | Professor Bennett                    | Bob Dahlin                   |
| 1987               | Programmed to Kill                            | Retaliator, programada para matar             | Jason                                | Allan Holzman y Robert Short |
| 1994               | Tammy and the T-Rex (en)                      | Tammy and the T-Rex (en)                      | Michael                              | Stewart Raffill              |
| 1998               | Meet the Deedles (en)                         | Vaya par de locos                             | Phil Deedle                          | Steve Boyum                  |
| 1998               | Pleasantville                                 | Pleasantville                                 | Skip Martin                          | Gary Ross                    |
| 1999               | Varsity Blues                                 | Juego de campeones                            | Lance Harbor                         | Brian Robbins                |
| 1999               | She's All That                                | Alguien como tú                               | Dean Sampson                         | Robert Iscove                |
| 1999               | Brokedown Palace                              | Sueños rotos                                  | Jason                                | Jonathan Kaplan              |
| 2000               | The Skulls (en)                               | The Skulls: Sociedad Secreta                  | Caleb Mandrake                       | Rob Cohen                    |
| 2001               | The Fast and the Furious                      | A todo gas                                    | Brian O'Conner                       | Rob Cohen                    |
| 2001               | Joy Ride                                      | Nunca Juegues con extraños                    | Lewis Thomas                         | John Dahl                    |
| 2002               | Life Makes Sense If You're Famous             | Life Makes Sense If You're Famous             | Mikey                                | Erik MacArthur               |
| 2003               | Turbo-Charged Prelude (Cortometraje)          | Turbo-Charged Prelude (Cortometraje)          | Brian O'Conner                       | Philip Atwell                |
| 2003               | 2 Fast 2 Furious                              | A todo gas 2                                  | Brian O'Conner                       | John Singleton               |
| 2003               | Timeline                                      | Timeline                                      | Chris Johnston                       | Richard Donner               |
| 2004               | Noel                                          | Noel                                          | Mike Riley                           | Chazz Palminteri             |
| 2005               | Into the Blue                                 | Inmersión letal                               | Jared Cole                           | John Stockwell               |
| 2006               | Eight Below                                   | Bajo Cero                                     | Jerry Shepard                        | Frank Marshall               |
| 2006               | Running Scared                                | La prueba del crimen                          | Joey Gazelle                         | Wayne Kramer                 |
| 2006               | Flags of Our Fathers                          | Banderas de nuestros padres                   | Hank Hansen                          | Clint Eastwood               |
| 2007               | The Death and Life of Bobby Z (en)            | Bobby Z                                       | Tim Kearney                          | John Herzfeld                |
| 2007               | Stories USA (en)                              | Stories USA (en)                              | Mikey                                | Varios                       |
| 2008               | The Lazarus Project (en)                      | Proyecto Lazarus                              | Ben Garvey                           | John Glenn                   |
| 2009               | Fast & Furious: Los Bandoleros (Cortometraje) | Fast & Furious: Los Bandoleros (Cortometraje) | Brian O'Conner                       | Vin Diesel                   |
| 2009               | Fast & Furious                                | A todo gas 4: aún más rápido                  | Brian O'Conner                       | Justin Lin                   |
| 2010               | Takers                                        | Ladrones                                      | John Rahway                          | John Lussenhop               |
| 2011               | Fast Five                                     | A todo gas 5                                  | Brian O'Conner                       | Justin Lin                   |
| 2013               | Fast & Furious 6                              | A todo gas 6                                  | Brian O'Conner                       | Justin Lin                   |
| 2013               | Vehicle 19                                    | Carrera infernal                              | Michael Woods                        | Mukunda Michael Dewil        |
| 2013               | Pawn Shop Chronicles                          | Pawn Shop Chronicles                          | Raw Dog                              | Wayne Kramer                 |
| 2013               | Hours                                         | Hours                                         | Nolan Hayes                          | Eric Heisserer               |
| 2014               | Brick Mansions                                | La Fortaleza                                  | Damien Collier                       | Camille Delamarre            |
| 2015               | Furious 7                                     | A todo gas 7                                  | Brian O'Conner                       | James Wan                    |
| 2017               | The Fate of the Furious                       | A todo gas 8                                  | Brian O'Conner (Foto)                | F. Gary Gray                 |
| 2023               | Fast X                                        | Fast & Furious X                              | Brian O'Conner (Imágenes de archivo) | Louis Leterrier              |
|                    |                                               |                                               |                                      |                              |
| (Fuente: IMDb.com) |                                               |                                               |                                      |                              |

### Televisión
| Año                | Título original            | Personaje       | Episodios                        |  |
| ------------------ | -------------------------- | --------------- | -------------------------------- |  |
| 1984               | CBS Schoolbreak Special    | Dill            | Dead Wrong: The John Evans Story |  |
| 1985               | Autopista hacia el cielo   | Todd Bryant     | Birds of a Feather               |  |
| 1986               | Autopista hacia el cielo   | Eric Travers    | A Special Love (Parte 1 & 2)     |  |
| 1987               | Throb                      | Jeremy Beatty   | En 23 epds.                      |  |
| 1990               | Charles in Charge          | Russell Davis   | Dead Puck Society                |  |
| 1991               | Who's the Boss?            | Michael Haynes  | You Can Go Home Again            |  |
| 1991               | What a Dummy               | Rick            | Bringing Up Baby                 |  |
| 1992               | The Young and the Restless | Brandon Collins |                                  |  |
| 1994               | CBS Schoolbreak Special    | Dill            | Love in the Dark Ages            |  |
| 1996               | Touched by an Angel        | Jonathan        |                                  |  |
| 2010               | Shark Men                  | Paul Walker     | Expedition Great White           |  |
| 2013               | Shark Week                 | Paul Walker     |                                  |  |
| (Fuente: IMDb.com) |                            |                 |                                  |  |
|                    |                            |                 |                                  |  |

### Videos musicales
| Año                | Artista                     | Canción                | Notas                         |
| ------------------ | --------------------------- | ---------------------- | ----------------------------- |
| 1997               | The Mighty Mighty Bosstones | Wrong Thing Right Then |                               |
| 2003               | Ludacris                    | Act a Fool             |                               |
| 2013               | 2 Chainz & Wiz Khalifa      | We Own It              |                               |
| 2015               | Charlie Puth & Wiz Khalifa  | See You Again          | Tributo póstumo por Furious 7 |
| (Fuente: IMDb.com) |                             |                        |                               |

## Premios y nominaciones
| Año                | Categoría                                                                    | Premio                       | Trabajo                    | Resultado        |
| ------------------ | ---------------------------------------------------------------------------- | ---------------------------- | -------------------------- | ---------------- |
| 1988               | Mejor Actor Joven en un Drama de Televisión Por el episodio "A Special Love" | Young Artist Award           | The Highway to Heaven      | Nominado         |
| 1993               | Mejor Actor Joven en una serie durante el día                                | Young Artist Award           | The Young and the Restless | Nominado         |
| 1994               | Mejor Actor Joven en una Telenovela                                          | Young Artist Award           | The Young and the Restless | Nominado         |
| 1994               | Outstanding Male Newcomer                                                    | Soap Opera Digest Award      | The Young and the Restless | Nominado         |
| 2000               | Nuevo Rostro Masculino                                                       | Young Hollywood Award        | -                          | Ganador          |
| 2001               | New Stylemaker – Hombre                                                      | Young Hollywood Award        | -                          | Ganador          |
| 2001               | Actor Masculino Revelación Recibido en el Hollywood Film Festival            | Hollywood Breakthrough Award | The Fast and the Furious   | Ganador          |
| 2002               | Actor Masculino Revelación                                                   | MTV Movie Award              | The Fast and the Furious   | Nominado         |
| 2002               | Mejor Equipo en Pantalla Junto con Vin Diesel                                | MTV Movie Award              | The Fast and the Furious   | Ganador          |
| 2003               | Mejor Química Para Paul Walker y su auto                                     | Teen Choice Award            | 2 Fast 2 Furious           | Ganador          |
| 2009               | Choice Movie Actor: Action Adventure                                         | Teen Choice Award            | Fast & Furious             | Nominado         |
| 2011               | Choice Movie Actor: Action                                                   | Teen Choice Award            | Fast Five                  | Nominado         |
| 2013               | Choice Movie: Química                                                        | Teen Choice Award            | Furious 6                  | Nominado Póstumo |
| 2014               | Best On-Screen Duo, con Vin Diesel                                           | MTV Movie Award              | Furious 6                  | Ganador Póstumo  |
| 2014               | Best Ensemble Cast                                                           | Acapulco Black Film Festival | Furious 6                  | Nominado Póstumo |
| 2015               | Choice Movie: Química                                                        | Teen Choice Award            | Furious 7                  | Nominado Póstumo |
| 2015               | Choice Movie Actor: Action                                                   | Teen Choice Award            | Furious 7                  | Ganador Póstumo  |
| (Fuente: IMDb.com) |                                                                              |                              |                            |                  |